# 彼得·戴曼迪斯

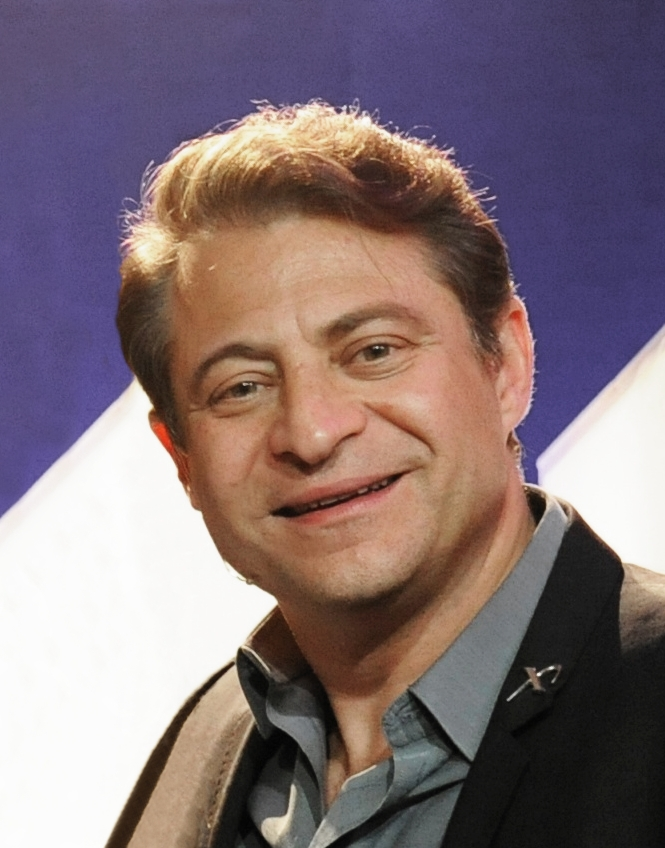
彼得·戴曼迪斯

彼得·戴曼迪斯（英語：Peter Diamandis，1961年5月20日—），生於布朗克斯，紐約。是一名企業家、作家和工程師。他是X獎基金會的聯合創始人、奇點大學執行董事長和紐約時報暢銷書《富足：解決人類生存難題的重大科技創新》的共同作者。

## 著作
- 《富足：解決人類生存難題的重大科技創新》（Abundance: The Future Is Better Than You Think，2012年）